# 3452 Hawke
3452 Hawke è un asteroide della fascia principale. Scoperto nel 1980, presenta un'orbita caratterizzata da un semiasse maggiore pari a 2,2699295 UA e da un'eccentricità di 0,0805180, inclinata di 2,31764° rispetto all'eclittica.